# Godzilla: Save the Earth
Godzilla: Save the Earth es un videojuego de lucha basado en la franquicia Godzilla de Toho. Está desarrollado por Pipeworks Software, publicado por Atari y lanzado en 2004 para PlayStation 2 y Xbox.
El juego es una secuela de Godzilla: Destroy All Monsters Melee de 2002, y fue seguido por Godzilla: Unleashed en 2007.

## Jugabilidad
La jugabilidad es idéntica al juego anterior, aunque se juega a un ritmo más lento y permite a los monstruos usar sus ataques con rayos con más frecuencia. Las nuevas incorporaciones incluyeron terrenos elevados, un modo desafío, juego en línea y un modo historia un poco más cohesivo que incluye secciones de viaje limitadas y niveles submarinos. Además de los 12 monstruos jugables del juego anterior, Save the Earth introdujo seis nuevos monstruos jugables: Baragon, Jet Jaguar, Megaguirus, Moguera, Mothra y SpaceGodzilla. Biollante también iba a ser incluida (ya que estaba completamente programada en el juego), pero fue eliminada por motivos de licencia.

## Recepción
Godzilla: Save the Earth recibió críticas mixtas en ambas plataformas según el agregador de reseñas de videojuegos Metacritic.
1UP le dio al juego una puntuación de "B-", diciendo: "Godzilla: Save the Earth es un juego divertido y una digna secuela de Godzilla: Destroy All Monsters Melee. Si se le hubiera dado un poco más de delicadeza (especialmente en lo que respecta a los desafíos) y un poco más de sabor auténtico de Godzilla, sería aún más dulce. Sin embargo, el hecho es que, a menos que seas fanático de Godzilla, existen mejores juegos de este tipo general (War of the Monsters y Def Jam: Fight for NY me viene a la mente). Aun así, los kaiju en el universo de Godzilla son mucho más geniales que los hombres adultos y sudorosos con mallas".